# عاكس (كهرباء)

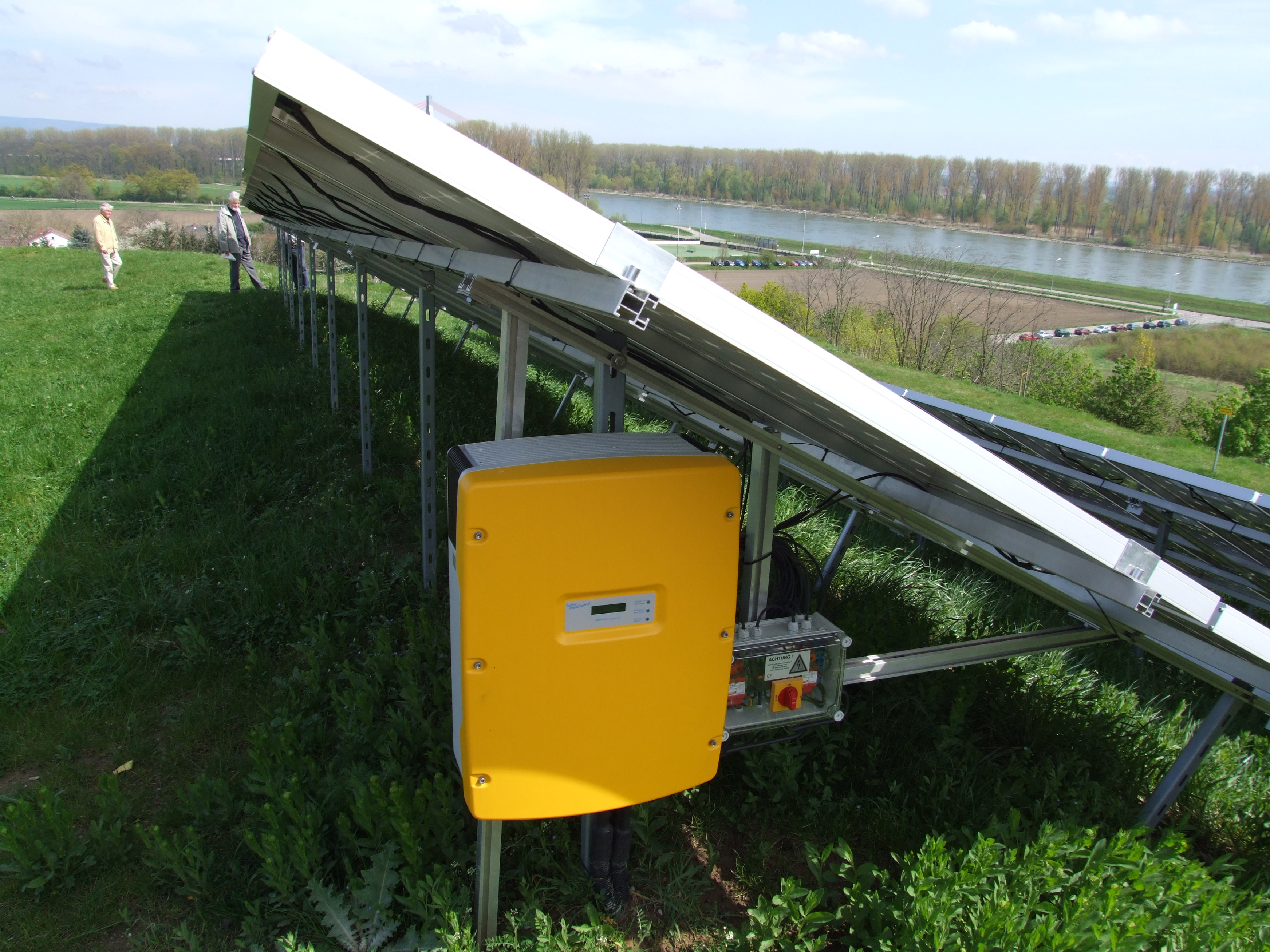
(انفرتر) عاكس على محطة للطاقة الشمسية قائمة بذاتها

العاكس أو العاكسة أو المُعرِّج أو المبدل المستمر المتناوب (بالإنجليزية: Inverter)‏  هو جهاز كهربائي يحوِّل التيار المستمر إلى تيار متردد (متناوب). قد تكون آلية العاكس الكهربي كهروميكانيكية (أجزاء متحركة) أو إلكترونية (أعضاء ثابتة). يستخدم المحول بكثرة في السيارات وأيضًا في بعض أجهزة التكييف للتحكم بسرعة الضاغط حسب الحاجة.
كما يستخدم العاكس الكهربائي في محطات الطاقة الشمسية لتحويل التيار المستمر إلى تيار متردد.

## العمل
يقوم جهاز المحول بتحويل التيار الكهربائي في دخل العاكس من تيار مستمر (وحيد الإتجاه) إلى تيار متردد (متناوب).
يدخل التيار إلى دارة خاصة لتحويل التيار من مستمر إلى تيار متردد (متناوب) ولكن بسرعة يتحكم بهِ بواسطة متغيرات قابلة للبرمجة. يحفظ البرنامج للتحكم بالمحرك عن طريق ذاكرة (مجموعة IC) خاصة تحفظ كافة المتغيرات التي ادخلت لبرنامج العاكس عن طريق لوحة تحكم صغيرة لإدخال المتغيرات على البرنامج.

### مثال
نريد التحكم بمحرك AC سرعته الاسمية حوالي 1300 دورة في الدقيقة وذلك كما يلي:
1. أن يبدأ الدوران بسرعة 30 دورة في الدقيقة ثم يبدأ في التسارع حتى تبلغ سرعته الاسمية 1300 دورة في الدقيقة بدون أن يتأثر عزم المحرك (قوة المحرك) عند الدوران بسرعة 30 دورة.
2. أن يتباطأ قبل أن يتوقف تماماً عن الدوران خلال فاصل زمني وقدره 20 ثانية.

يمكن تحقيق ذلك وأكثر عن طريق جهاز المحول ففي بعض الأجهزة الحديثة يمكن تخزين أكثر من ثلاثين متغير للتحكم بعمل المحرك. يمكن وصل هذا الجهاز مع «جهاز تحكم منطقي قابل للبرمجة» أو «PLC» وهي دارات ذات وثوقية عالية في مجال التحكم الصناعي المبرمج بالآلات ويمكن وصل عدة أجهزة مع هذه الدارات بحيث تسيطر على المحركات جميعاً في الآلة الواحدة عن طريق الـ PLC التي تشغل هذه المحركات وتراقبها وتنسق العمل فيما بينها.

## البطاريات
يعتمد وقت تشغيل العاكس الكهربائي على مقدار الطاقة التي تستطيع البطارية تزويدها وكمية الطاقة المستهلكة من البطارية، كلما ازاد استهلاك طااقة البطارية كلما قل وقت التشغيل العاكس.
ولحساب سعة البطارية تستخدم المعادلة التالية:
سعة البطارية (امبير/ساعة AH) = الحمل الكلي (واط) X الوقت المستخدم (ساعة) / فولتية الدخل (فولت)
يمكن زيادة عدد البطاريات للعاكس الكهربائي وذلك من خلال طريقتين:
ربط البطاريات على التوالي:
ربط البطاريات على التوالي يؤدي الي زيادة الجهد الداخل Volt إلى العاكس الكهربائي، تلف أي بطارية يؤدي إلى ايقاف جميع البطاريات الأخرى في ايصال الطاقة إلى العاكس.
ربط البطاريات على التوازي:
إذا كان الغرض هو زيادة سعة تخزين البطاريات واطالة وقت تشغيل العاكس، ربط البطاريات على التوازي يؤدي ايضاً إلى زيادة مقدار التيار الكهربائي (أمبير) الخارج إلى العاكس الكهربائي
إذا فرغت بطارية واحدة، فستفرغ البطاريات الأخرى من خلالها. يمكن أن يؤدي هذا إلى تفريغ سريع للبطاريات بأكملها، أو حتى زيادة التيار واحتمل حدوث حريق محتمل. لتجنب ذلك، يمكن توصيل البطاريات الكبيرة المتوازية عبر الثنائيات أو المراقبة الذكية مع التبديل التلقائي لعزل البطارية ذات الجهد المنخفض عن البطاريات الأخرى.

## مميزات ووظائف المحول
- بدء الحركة / ايقاف وتنظيم السرعة
- تحديد السرعة مقدمآ
- وقاية المحرك ومغير السرعة
- التشغيل المتذبذب
- توفير الطاقة
- الإمساك الإلى بحمل دوار مع سرعة البحث
- الفرملة الديناميكية، والفرملة حتى التوقف
- التقييد الآلى لزمن التشغيل
- تحديد أقصى، واقل سرعة للعمل تحت الظروف العادية
- تحديد زمن التسارع والتباطؤ
- التحكم الاتوماتيكى في التباطؤ
- الدوران العكسى
- التحكم عن طريق 2 أو 3 وصلات
- الفرملة التتابعية
- السرعات المحددة سابقآ
- التحكم في طريقة التوقف
- التشغيل التلقائى بعد زوال الخطأ